# حبيب الله سراجي
حبيب الله سراجي (31 ديسمبر 1948 - 24 مايو 2021) شاعر من بنغلاديش. حصل على ميدالية إكوشي باداك في عام 2016 من قبل حكومة بنغلاديش لمساهمته في اللغة والأدب. شغل منصب المدير العام لأكاديمية البنغالية منذ 20 ديسمبر 2018. كما شغل سراجي منصب رئيس جاتيا كابيتا باريشاد (المجلس الوطني للشعر).

## الجوائز
- جائزة جيسور ساهيتيا باريشاد (1987).
- جائزة العالول الأدبية (1989).
- جائزة أكاديمية البنغال الأدبية (1991).
- جائزة يوم بيشينو (2007).
- جائزة روباشين بنغال (2010).
- جائزة كابيتالاب الأدبية (2010).
- جائزة ماهاديغانتا (2011).
- جائزة بنغاباندهو (2013).
- جائزة الشاعر فضل شهاب الدين للشعر (2016).
- إكوشي باداك (2016).